# Jürgen Stiefel
Jürgen Stiefel (* 21. Dezember 1953 in Esslingen am Neckar) ist ein ehemaliger deutscher Wasserballspieler.
Jürgen Stiefel vom SSV Esslingen debütierte 1971 in der Nationalmannschaft, bei den Olympischen Spielen 1972 war er der jüngste Spieler im deutschen Team. Er wurde in acht Spielen eingesetzt und erzielte fünf Tore. Die deutsche Mannschaft belegte letztlich den vierten Platz. 1974 nahm er an den Europameisterschaften und 1975 an den Weltmeisterschaften teil. Bei seiner zweiten Olympiateilnahme 1976 in Montreal erzielte er in acht Spielen acht Tore und belegte mit der Mannschaft den sechsten Platz. Bei der Wasserball-Weltmeisterschaft 1978 war er mit 21 Toren Torschützenkönig.
Höhepunkt seiner sportlichen Karriere war der Gewinn des Europameistertitels 1981 in Split. 1982 zog er sich aus beruflichen Gründen kurz vor der Weltmeisterschaft aus der deutschen Nationalmannschaft zurück, ein Comeback 1983 war nicht erfolgreich. Insgesamt trat Jürgen Stiefel von 1971 bis 1983 in 229 Länderspielen für Deutschland an.
Jürgen Stiefel studierte Wirtschafts-Ingenieurwesen und machte sich nach seinem Abschluss mit einem Studienkollegen selbständig. Jürgen Stiefels Tochter Jennifer Stiefel ist deutsche Nationalspielerin, sein Neffe Steffen Dierolf nahm 2004 mit der Nationalmannschaft an den Olympischen Spielen in Athen teil.